# 内纳德·齐莫尼奇

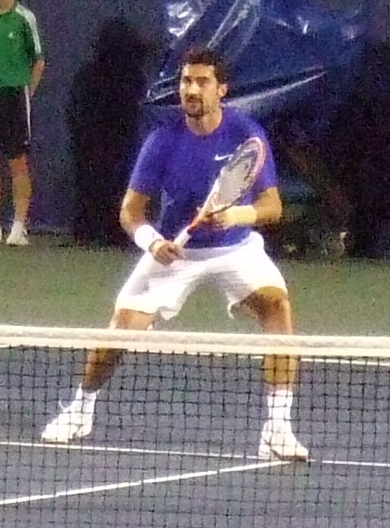
内纳德·齐莫尼奇

（1976年6月4日—），塞尔维亚职业网球运动员，曾获得澳大利亚网球公开赛混合双打（2004年、2008年（搭檔：孫甜甜））和法国网球公开赛混合双打（2006年）冠军。